# Pasquale del Pezzo

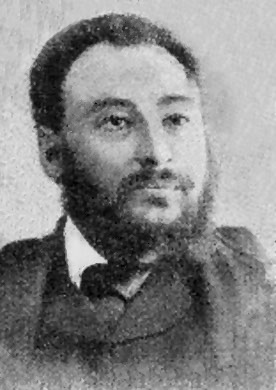
Pasquale del Pezzo

Pasquale del Pezzo (* 2. Mai 1859 in Berlin; † 20. Juni 1936 in Neapel; ab 1889 Herzog (Duca) von Caianello und Markgraf (Marchese) von Campodisola) war ein italienischer Mathematiker.

## Leben
Die Del Pezzo sind eine alte neapolitanische Familie aus der Republik von Amalfi stammend. Er wurde als Sohn des neapolitanischen Gesandten in Preußen Gaetano del Pezzo di Caianello (1830–1889) und dessen Frau Maria Angelica Caracciolo di Torella (1836–1921) geboren.
Er studierte dann an der Universität von Neapel Jura und machte 1880 seinen Doktor, schon zwei Jahre später 1882 machte er den Doktor in Mathematik. Er korrespondierte mit zahlreichen bekannten Mathematikern seiner Zeit, so auch mit Magnus Gösta Mittag-Leffler. So lernte er auch dessen geschiedene Schwester und Schriftstellerin Anne Charlotte Leffler (1849–1892) kennen. Die beiden heirateten 1890.
Ab dem 29. November 1894 war del Pezzo Professor für Höhere Geometrie an der Universität Neapel, ab 3. Dezember 1905 auch für projektive Geometrie. Er wurde Dekan der Naturwissenschaften und später auch zweimal Rektor der Universität, zunächst von 26. September 1909 bis 1911 und dann wieder vom 4. August 1919 bis 1921. In der Zwischenzeit von 1914 bis 1917 war er Bürgermeister von Neapel. 
Ab dem 6. Oktober 1919 bis zu seinem Tode war er Mitglied des italienischen Senats. Er gehörte dort zunächst zu den Liberaldemokraten, später zur Demokratischen Union.
Von 1932 bis 1934 war er Präsident der Akademie der Wissenschaften.
Er wurde für seine Verdienste vielfach geehrt, so war er Mitglied der Accademia Pontaniana und vieler Mathematischer Gesellschaften in Europa. In der Mathematik bleibt sein Name durch die Del-Pezzo-Fläche bekannt.